# Lijst van voetbalinterlands Joegoslavië - Nederland
Deze lijst van voetbalinterlands is een overzicht van alle officiële voetbalwedstrijden tussen de nationale teams van Joegoslavië en Nederland
Na het uiteenvallen van de Socialistische Federale Republiek Joegoslavië in 1992 vertegenwoordigde het team tot 2003 de Federale Republiek Joegoslavië, ook wel ‘Klein-Joegoslavië’ genoemd. Na 2003 ging het team verder onder de naam Servië en Montenegro.
De landen hebben negen keer tegen elkaar gespeeld. De eerste ontmoeting, een vriendschappelijke wedstrijd, werd gespeeld in Rotterdam op 1 november 1967. Op 25 maart 1992 was Nederland de tegenstander in de allerlaatste interland van het ‘oude’ Joegoslavië. Het laatste duel, een kwartfinale van het Europees kampioenschap voetbal 2000, vond plaats op 25 juni 2000 in Rotterdam.

## Wedstrijden
| № | № Int NL | Plaats    | Datum           | Competitie           | Wedstrijd               | Uitslag |
| - | -------- | --------- | --------------- | -------------------- | ----------------------- | ------- |
| 1 | 296      | Rotterdam | 1 november 1967 | Vriendschappelijk    | Nederland – Joegoslavië | 1 – 2   |
| 2 | 312      | Rotterdam | 11 oktober 1970 | EK 1972 kwalificatie | Nederland – Joegoslavië | 1 – 1   |
| 3 | 316      | Split     | 4 april 1971    | EK 1972 kwalificatie | Joegoslavië – Nederland | 2 – 0   |
| 4 | 348      | Belgrado  | 30 mei 1975     | Vriendschappelijk    | Joegoslavië – Nederland | 3 – 0   |
| 5 | 356      | Zagreb    | 19 juni 1976    | EK 1976              | Joegoslavië – Nederland | 2 – 3   |
| 6 | 465      | Zagreb    | 3 juni 1990     | Vriendschappelijk    | Joegoslavië – Nederland | 0 – 2   |
| 7 | 481      | Amsterdam | 25 maart 1992   | Vriendschappelijk    | Nederland – Joegoslavië | 2 – 0   |
| 8 | 550      | Toulouse  | 29 juni 1998    | WK 1998              | Nederland – Joegoslavië | 2 – 1   |
| 9 | 574      | Rotterdam | 25 juni 2000    | EK 2000              | Nederland – Joegoslavië | 6 – 1   |

## Samenvatting
| Competitie        | Totaal gespeeld | Winst Joegoslavië | Gelijk | Winst Nederland | Doelsaldo Joegoslavië – Nederland |
| ----------------- | --------------- | ----------------- | ------ | --------------- | --------------------------------- |
| WK-eindronde      | 1               | 0                 | 0      | 1               | 1 − 2                             |
| EK-eindronde      | 2               | 0                 | 0      | 2               | 3 − 9                             |
| EK-kwalificatie   | 2               | 1                 | 1      | 0               | 3 − 1                             |
| Vriendschappelijk | 4               | 2                 | 0      | 2               | 5 − 5                             |
| Totaal            | 9               | 3                 | 1      | 5               | 12 − 17                           |

Wedstrijden bepaald door strafschoppen worden, in lijn met de FIFA, als een gelijkspel gerekend.

## Details

### Eerste ontmoeting
| Vriendschappelijk (Rotterdam, Nederland, 1 november 1967): |              | |
| Nederland | 1 – 2        | Joegoslavië |
| Sjaak Swart 53' | goals        | 77' Rudolf Belin 78' Ivica Osim |
| Georg Keßler | bondscoach   | Rajko Mitić |
| Eddy Pieters Graafland Jan van Gorp Rinus Israël Hans Eijkenbroek Wim Suurbier Bennie Muller Wim Jansen Sjaak Swart Johan Cruijff Piet Keizer Coen Moulijn | opstellingen | Radomir Vukčević Mirsad Fazlagić Milan Damjanović Rudolf Belin Mladen Ramljak Dragan Holcer Džemaludin Mušović 46' Vojin Lazarević Krasnodar Rora Edin Sprečo Ivica Osim |
| | wissels      | 46' Marijan Novak |
| - Debuut van Jan van Gorp (NAC) voor Nederland. - Piet Keizer (Ajax) werd in de 18de minuut van het veld gestuurd door scheidsrechter Kurt Tschenscher uit West-Duitsland. - Debuut van Radomir Vukčević (Hajduk Split), Marijan Novak, Krasnodar Rora (beiden Dinamo Zagreb) en Edin Sprečo (FK Željezničar) voor Joegoslavië. |              | |

### Tweede ontmoeting
| EK 1972 kwalificatie (Rotterdam, Nederland, 11 oktober 1970): |              | |
| Nederland | 1 – 1        | Joegoslavië |
| Rinus Israël 49' (pen.) | goals        | 22' Dragan Džajić |
| František Fadrhonc | bondscoach   | Rajko Mitić |
| Jan van Beveren Pleun Strik Theo Laseroms Rinus Israël Theo van Duivenbode Wim Jansen Wim van Hanegem Nico Rijnders Jan Klijnjan Willy van der Kuijlen 35' Wietse Veenstra 52' | opstellingen | Ivan Ćurković Anđelko Tešan Dragoslav Stepanović 25' Miroslav Pavlović Dragan Holcer Ilija Petković Vahidin Musemić Blagoje Paunović Dušan Bajević Jure Jerković Dragan Džajić |
| Henk Wery 35' Wietze Couperus 52' | wissels      | 25' 82' Jovan Aćimović 82' Brane Oblak |
| | gele kaarten | ??' Dragoslav Stepanović |
| - Eerste en enige interland van aanvaller Wietze Couperus (ADO) voor Nederland.                                                                                                |              | |

### Derde ontmoeting
| EK 1972 kwalificatie (Zagreb, Joegoslavië, 4 april 1971): |              | |
| Joegoslavië | 2 – 0        | Nederland |
| Jurica Jerković 8' Dragan Džajić 39' | goals        | |
| Vujadin Boškov | bondscoach   | František Fadrhonc |
| Radomir Vukčević Miroslav Pavlović Dragoslav Stepanović Zoran Antonijević 65' Blagoje Paunović Dragan Holcer Ilija Petković Jure Jerković Josip Bukal 65' Jovan Aćimović Dragan Džajić | opstellingen | Jan van Beveren Wim Suurbier Johan Neeskens Pleun Strik 76' Epi Drost Wim Jansen Gerrie Mühren Wim van Hanegem Henk Wery Piet Keizer Eef Mulders |
| Ljubiša Rajković 65' Nenad Bjeković 65' | wissels      | 76' Jan Klijnjan |
| Ilija Petković 36' Dragoslav Stepanović 39' | gele kaarten | 36' Pleun Strik |
| - Eerste en enige interland van Eef Mulders (PSV Eindhoven) voor Nederland. |              | |

### Vierde ontmoeting
| Vriendschappelijk (Belgrado, Joegoslavië, 30 mei 1975): |              | |
| Joegoslavië | 3 – 0        | Nederland |
| Dušan Savić 12' Danilo Popivoda 18' Zvonko Ivezić 81' | goals        | |
| Ante Mladinić | bondscoach   | Georg Knobel |
| Ognjen Petrović Ivan Buljan Džemal Hadžiabdić Dražen Mužinić Josip Katalinski 86' Vladislav Bogićević Danilo Popivoda Brane Oblak Dušan Savić Franjo Vladić 65' Ivica Šurjak 53'                                                                                   | opstellingen | Jan Jongbloed Henk van Rijnsoever Wim Rijsbergen Niels Overweg Jan Everse 71' Peter Arntz Jan Peters Johan Neeskens Bobby Vosmaer Kees Kist 46' Bert van Marwijk |
| Zvonko Ivezić 53' Vladimir Petrović 65' Martin Novoselac 86' | wissels      | 46' Nico Jansen 71' Heini Otto |
| | gele kaarten | 81' Nico Jansen |
| - Debuut van Martin Novoselac, Zvonko Ivezić (beiden Vojvodina Novi Sad) en Dušan Savić (Rode Ster Belgrado) voor Joegoslavië. - Debuut van Nico Jansen, Heini Otto (FC Amsterdam), Henk van Rijnsoever (AZ) en Bert van Marwijk (Go Ahead Eagles) voor Nederland. |              | |

### Vijfde ontmoeting
| EK 1976 (Zagreb, Joegoslavië, 19 juni 1976): |              | |
| Joegoslavië | 2 – 3        | Nederland |
| Josip Katalinski 43' Dragan Džajić 83' | goals        | 27' Ruud Geels 35' Willy van de Kerkhof 112' Ruud Geels |
| Ante Mladinić | bondscoach   | Georg Knobel |
| Ognjen Petrović Ivan Buljan Dražen Mužinić Brane Oblak Josip Katalinski Ivica Šurjak Slaviša Žungul 46' Jure Jerković Danilo Popivoda Jovan Aćimović 46' Dragan Džajić | opstellingen | Piet Schrijvers Wim Suurbier Adrie van Kraaij 46' Wim Jansen Ruud Krol 70' Peter Arntz Willy van de Kerkhof Jan Peters René van de Kerkhof Ruud Geels Rob Rensenbrink |
| Vahid Halilhodžić 46' Franjo Vladić 46' | wissels      | 46' Wim Meutstege 70' Kees Kist |
| - Debuut van Vahid Halilhodžić (FK Velež Mostar) voor Joegoslavië. - Debuut van Wim Meutstege (Sparta) voor Joegoslavië.                                               |              | |

### Zesde ontmoeting
| Vriendschappelijk (Zagreb, Joegoslavië, 3 juni 1990): |              | |
| Joegoslavië | 0 – 2        | Nederland |
| | goals        | 53' Frank Rijkaard 83' Marco van Basten |
| Ivica Osim | bondscoach   | Leo Beenhakker |
| Tomislav Ivković Zoran Vulić Mirsad Baljić Predrag Spasić Faruk Hadžibegić Davor Jozić Safet Sušić 59' Srećko Katanec 59' Dejan Savićević Dragan Stojković Zlatko Vujović 75' | opstellingen | Hans van Breukelen 68' Berry van Aerle Graeme Rutjes Ronald Koeman Adri van Tiggelen Jan Wouters 78' Erwin Koeman Frank Rijkaard Marco van Basten Ruud Gullit Wim Kieft |
| Robert Prosinečki 59' Dragoljub Brnović 59' Darko Pančev 75' | wissels      | 68' Danny Blind 78' Richard Witschge |
| | gele kaarten | ??' Adri van Tiggelen |

### Zevende ontmoeting
| Vriendschappelijk (Amsterdam, Nederland, 25 maart 1992): |              | |
| Nederland | 2 – 0        | Joegoslavië |
| Wim Kieft 64' Jan Wouters 68' | goals        | |
| Rinus Michels | bondscoach   | Ivica Osim |
| Stanley Menzo Danny Blind Adri van Tiggelen Ronald Koeman 46' Richard Witschge Jan Wouters Frank Rijkaard 67' Rob Witschge Peter van Vossen Wim Kieft 84' John van 't Schip | opstellingen | Fahrudin Omerović Vujadin Stanojković Budimir Vujačić Vladimir Jugović Faruk Hadžibegić 64' Ilija Najdoski Mehmed Baždarević Branko Brnović Meho Kodro 46' Dragan Stojković 17' Dejan Savićević |
| Berry van Aerle 46' Aron Winter 67' Peter Bosz 84' | wissels      | 17' Predrag Mijatović 46' Darko Milanič 64' Đoni Novak |
| | gele kaarten | ??' Darko Milanič |
| - Debuut van aanvaller Peter van Vossen (Beveren) voor Nederland. |              | |

### Achtste ontmoeting
| WK 1998 (Toulouse, Frankrijk, 29 juni 1998): |              | |
| Nederland | 2 – 1        | Joegoslavië |
| Dennis Bergkamp 38' Edgar Davids 90' | goals        | 49' Slobodan Komljenović |
| Guus Hiddink | bondscoach   | Slobodan Santrač |
| Edwin van der Sar Michael Reiziger Jaap Stam Frank de Boer Arthur Numan Edgar Davids Clarence Seedorf Phillip Cocu Ronald de Boer Dennis Bergkamp Marc Overmars | opstellingen | Ivica Kralj Zoran Mirković Goran Đorović 78' Siniša Mihajlović Slaviša Jokanović Slobodan Komljenović Branko Brnović Željko Petrović Vladimir Jugović Predrag Mijatović 56' Dragan Stojković |
| | wissels      | 56' Dejan Savićević 78' Niša Saveljić |
| | gele kaarten | 38' Dragan Stojković 52' Zoran Mirković 73' Goran Đorović |

### Negende ontmoeting
| EK 2000 (Rotterdam, Nederland, 25 juni 2000): |              | |
| Nederland | 6 – 1        | Joegoslavië |
| Patrick Kluivert 24' Patrick Kluivert 38' Dejan Govedarica 51' (e.d.) Patrick Kluivert 54' Marc Overmars 78' Marc Overmars 90'                                            | goals        | 90+1' Savo Milošević |
| Frank Rijkaard | bondscoach   | Vujadin Boškov |
| Edwin van der Sar 65' Arthur Numan Jaap Stam Frank de Boer Boudewijn Zenden 80' Phillip Cocu Edgar Davids Paul Bosvelt Patrick Kluivert 60' Dennis Bergkamp Marc Overmars | opstellingen | Ivica Kralj Miroslav Đukić Siniša Mihajlović Slobodan Komljenović 56' Niša Saveljić Dejan Govedarica 52' Dragan Stojković Vladimir Jugović 70' Ljubinko Drulović Predrag Mijatović Savo Milošević |
| Roy Makaay 60' Sander Westerveld 65' Ronald de Boer 80' | wissels      | 52' Dejan Stanković 56' Jovan Stanković 70' Darko Kovačević |
| Paul Bosvelt 48' | gele kaarten | |
| - Tiende en laatste interland van Jovan Stanković voor Joegoslavië. |              | |

FSJ · A-internationals · Bondscoaches · Selecties · Joegoslavisch vrouwenelftal · Joegoslavië U21 · Joegoslavië U19 · Joegoslavië U18 · Joegoslavië U17 · Joegoslavië U16
1920 – 1929 ·
1930 – 1939 ·
1940 – 1949 ·
1950 – 1959 ·
1960 – 1969 ·
1970 – 1979 ·
1980 – 1989 ·
1990 – 1999 ·
2000 – 2002
EK 1960 · 
EK 1968 · 
EK 1976 · 
EK 1984 · 
EK 2000
WK 1930 · 
WK 1950 · 
WK 1954 · 
WK 1958 · 
WK 1962 · 
WK 1974 · 
WK 1982 · 
WK 1990 · 
WK 1998 · 
OS 1920 · 
OS 1924 · 
OS 1928 · 
OS 1948 · 
OS 1952 · 
OS 1956 · 
OS 1960 · 
OS 1980 · 
OS 1984 · 
OS 1988
1920 · 
1921 · 
1922 · 
1923 · 
1924 · 
1925 · 
1926 · 
1927 · 
1928 · 
1929 · 
1930 · 
1931 · 
1932 · 
1933 · 
1934 · 
1935 · 
1936 · 
1937 · 
1938 · 
1939 · 
1940 · 
1941 · 
1942 · 1943 · 1944 · 1945 · 
1946 · 
1947 · 
1948 · 
1949 · 
1950 · 
1952 · 
1952 · 
1953 · 
1954 · 
1955 · 
1956 · 
1957 · 
1958 · 
1959 · 
1960 · 
1961 · 
1962 · 
1963 · 
1964 · 
1965 · 
1966 · 
1967 · 
1968 · 
1969 · 
1970 · 
1971 · 
1972 · 
1973 · 
1974 · 
1975 · 
1976 · 
1977 · 
1978 · 
1979 · 
1980 · 
1981 · 
1982 · 
1983 · 
1984 · 
1985 · 
1986 · 
1987 · 
1988 · 
1989 · 
1990 · 
1991 · 
1992 · 
1993 · 
1994 · 
1995 · 
1996 · 
1997 · 
1998 · 
1999 · 
2000 · 
2001 · 
2002 · 
Albanië ·
Algerije ·
Argentinië ·
Bangladesh ·
België ·
Bolivia ·
Bosnië en Herzegovina · 
Brazilië ·
Bulgarije ·
Canada ·
Chili ·
China ·
Colombia ·
Congo-Kinshasa ·
Costa Rica ·
Cyprus ·
Denemarken ·
DDR ·
Duitsland ·
Ecuador ·
Egypte ·
El Salvador · 
Engeland ·
Ethiopië ·
Faeröer ·
Finland ·
Frankrijk ·
Ghana · 
Griekenland ·
Honduras ·
Hongarije ·
Hongkong ·
Ierland ·
Indonesië ·
Iran ·
Israël ·
Italië ·
Japan ·
Kroatië ·
Luxemburg ·
Malta ·
Marokko ·
Mexico ·
Nederland ·
Nigeria ·
Noord-Ierland ·
Noord-Macedonië ·
Noorwegen ·
Oekraïne ·
Oostenrijk ·
Paraguay ·
Peru · 
Polen ·
Portugal ·
Roemenië ·
Rusland ·
Saarland ·
Schotland ·
Slovenië ·
Slowakije ·
Sovjet-Unie ·
Spanje ·
Tsjechië ·
Tsjecho-Slowakije ·
Tunesië ·
Turkije ·
Uruguay ·
Venezuela ·
Verenigde Arabische Emiraten ·
Verenigde Staten ·
Wales ·
Zuid-Korea ·
Zweden ·
Zwitserland
KNVB ·
A-internationals ·
Bondscoaches (m) ·
Topscorers ·
Nederlands vrouwenelftal ·
Bondscoaches (v) ·
Nederland B ·
Olympisch elftal ·
Jong Oranje ·
Nederland –20 ·
Nederland –19 ·
Nederland –18 ·
Nederland –17 ·
Nederland –16 ·
Nederland –15 ·
Nederlands amateurelftal ·
Nederlands zaterdagelftal ·
Jong OranjeLeeuwinnen ·
Vrouwen –20 ·
Vrouwen –19 ·
Vrouwen –18 ·
Vrouwen –17 ·
Vrouwen –16 ·
Vrouwen –15 ·
Militair mannenelftal ·
Militair vrouwenelftal ·
Strandteam ·
Vrouwen Strandteam ·
Futsalteam ·
Vrouwen Futsalteam

EK-wedstrijden ·
WK-wedstrijden ·
Resultaten kwalificaties en eindronden ·
Nederland B-wedstrijden ·
Officieuze wedstrijden ·
EK-wedstrijden vrouwen ·
WK-wedstrijden vrouwen ·
Resultaten vrouwen kwalificaties en eindronden
1905 – 1919 ·
1920 – 1929 ·
1930 – 1939 ·
1940 – 1949 ·
1950 – 1959 ·
1960 – 1969 ·
1970 – 1979 ·
1980 – 1989 ·
1990 – 1999 ·
2000 – 2009 ·
2010 – 2019 ·
2020 – 2029
2015 ·
2016 ·
2017 ·
2018 ·
2019 ·
2020 ·
2021 · 
2022
EK's: 1976 · 
1980 · 
1988 · 
1992 · 
1996 · 
2000 · 
2004 · 
2008 · 
2012 · 
2020 · 
2024
WK's: 1934 · 
1938 · 
1974 · 
1978 · 
1990 · 
1994 · 
1998 · 
2006 · 
2010 · 
2014 · 
2022
OS: 1908 ·
1912 ·
1920 ·
1924 ·
1928 ·
1948 ·
1952 ·
2008
Albanië ·
Andorra ·
Argentinië ·
Armenië ·
Australië ·
België ·
Bosnië en Herzegovina ·
Brazilië ·
Bulgarije ·
Canada ·
Chili ·
China ·
Colombia ·
Costa Rica ·
Curaçao ·
Cyprus ·
DDR ·
Denemarken ·
Duitsland ·
Ecuador ·
Egypte ·
Engeland ·
Estland ·
Faeröer ·
Finland ·
Frankrijk ·
GOS · 
Georgië ·
Ghana ·
Gibraltar ·
Griekenland ·
Hongarije ·
Ierland ·
IJsland ·
Indonesië ·
Iran ·
Israël ·
Italië ·
Ivoorkust ·
Japan ·
Joegoslavië ·
Kameroen ·
Kazachstan ·
Kroatië ·
Letland ·
Liechtenstein ·
Luxemburg ·
Malta ·
Marokko ·
Mexico ·
Moldavië ·
Montenegro ·
Nederlandse Antillen ·
Nigeria ·
Noord-Ierland ·
Noord-Macedonië ·
Noorwegen ·
Oekraïne ·
Oostenrijk ·
Paraguay ·
Peru ·
Polen ·
Portugal ·
Qatar ·
Roemenië ·
Rusland ·
Saarland ·
San Marino ·
Saoedi-Arabië ·
Schotland ·
Senegal ·
Servië en Montenegro ·
Slovenië ·
Slowakije ·
Sovjet-Unie ·
Spanje ·
Suriname ·
Thailand ·
Tsjechië ·
Tsjecho-Slowakije ·
Tunesië ·
Turkije ·
Uruguay ·
Verenigd Koninkrijk ·
Verenigde Staten ·
Wales ·
Wit-Rusland ·
Zuid-Afrika ·
Zuid-Korea ·
Zweden ·
Zwitserland
Argentinië (1978) ·
Argentinië (2006) ·
Argentinië (2014) ·
Argentinië (2022) ·
Australië (2014) ·
Brazilië (2014) ·
Chili (2014) · 
Costa Rica (2014) ·
Denemarken (2010) ·
Denemarken (2012) ·
Duitsland (2012) · 
Ecuador (2022) · 
Frankrijk (2008) ·
Italië (2008) ·
Ivoorkust (2006) ·
Japan (2010) ·
Kameroen (2010) ·
Mexico (2014) · 
Noord-Macedonië (2021) · 
Oekraïne (2021) · 
Oostenrijk (2021) · 
Portugal (2006) ·
Portugal (2012) ·
Portugal (2019) ·
Qatar (2022) ·
Roemenië (2008) ·
Rusland (2008) ·
San Marino (2011) ·
Senegal (2022) ·
Servië en Montenegro (2006) ·
Sovjet-Unie (1988) ·
Spanje (2010) ·
Spanje (2014) ·
Tsjechië (2021) · 
Uruguay (2010) ·
Verenigde Staten (2022) · 
West-Duitsland (1974)